# Phan Xuân Tuy
Phan Xuân Tuy (sinh năm 1966, tại Nghệ An), là Trung tướng Công an nhân dân Việt Nam. Ông hiện giữ chức vụ Giám đốc Học viện Chính trị Công an nhân dân, nguyên Hiệu trưởng 
Trường Đại học An ninh nhân dân, nguyên là Phó Giám đốc Học viện Chính trị Công an nhân dân.

## Tiểu sử
Trung tướng Phan Xuân Tuy, sinh 1966, tại tỉnh Nghệ An.
Phan Xuân Tuy là đảng viên Đảng Cộng sản Việt Nam.
Trước năm 2013, Phan Xuân Tuy là giảng viên, Phó Trưởng khoa, Trưởng khoa của Khoa Luật, Học viện An ninh nhân dân.
Năm 2013, Phan Xuân Tuy được điều động, bổ nhiệm giữ chức vụ Phó Giám đốc Công an tỉnh Hoà Bình.
Ngày 28 tháng 6 năm 2017, Đại tá Phan Xuân Tuy, Phó Giám đốc Công an tỉnh Hòa Bình được Bộ Công an điều động giữ chức vụ Phó Giám đốc Học viện Chính trị Công an nhân dân. Thay thế ông giữ chức vụ Phó Giám đốc Công an tỉnh Hòa Bình là thiếu tá Nguyễn Hữu Đức, Trưởng phòng, Thư ký của ông Phạm Dũng, nguyên Thứ trưởng Bộ Công an
Kể từ ngày 1 tháng 7 năm 2020, Thiếu tướng, Phó Giáo sư, Tiến sĩ Phan Xuân Tuy, Phó Giám đốc Học viện Chính trị Công an nhân dân được điều động, bổ nhiệm giữ chức vụ Hiệu trưởng Trường Đại học An ninh nhân dân và được chỉ định tham gia Đảng uỷ, giữ chức vụ ủy viên Ban Thường vụ, Bí thư Đảng uỷ Trường Đại học An ninh nhân dân.

## Lịch sử thụ phong quân hàm
- Đại tá
- Thiếu tướng (2018)[4]
- Trung tướng (2022)